# Saddam Kamel
Saddam Kamel Hassan al-Majid (1 de julho de 1956 — 23 de fevereiro de 1996) foi o primo de segundo grau e genro do presidente iraquiano deposto Saddam Hussein. Foi casado com Rana Hussein e era o irmão de Hussein Kamel al-Majid (que também era casado com uma filha de Saddam, Raghad Hussein).
Durante algum tempo foi chefe da Guarda Republicana. Ele foi retirado da posição em 1986, em favor do filho de Saddam Hussein, Qusay Hussein.
Devido a sua semelhança com o líder iraquiano, representou o papel de Saddam Hussein no filme Os Longos Dias, um longa altamente propagandístico da vida de Saddam Hussein.
Em 1995, desertou do Iraque com seu irmão e suas esposas; e seu irmão, deu informações a UNSCOM, a CIA e ao MI6 sobre as armas iraquianas de destruição em massa.
Em 1996, o grupo voltou para o Iraque acreditando que haviam sido perdoados por suas ações, no entanto, os irmãos foram executados em um tiroteio prolongado logo depois que retornaram.